# Route nationale 709
Pour les articles homonymes, voir Route 709.
La route nationale 709 ou RN 709 était une route nationale française reliant Montmoreau à Bergerac.
À la suite de la réforme de 1972, elle a été déclassée en route départementale 709 (RD 709).

## Ancien tracé de Montmoreau à Bergerac (D 709)
- Montmoreau
- Montignac-le-Coq
- Saint-Séverin
- Allemans
- Ribérac
- Saint-Martin-de-Ribérac
- Saint-Vincent-de-Connezac
- Beauronne
- Saint-Front-de-Pradoux
- Mussidan
- Les Lèches
- Bergerac

## Photothèque

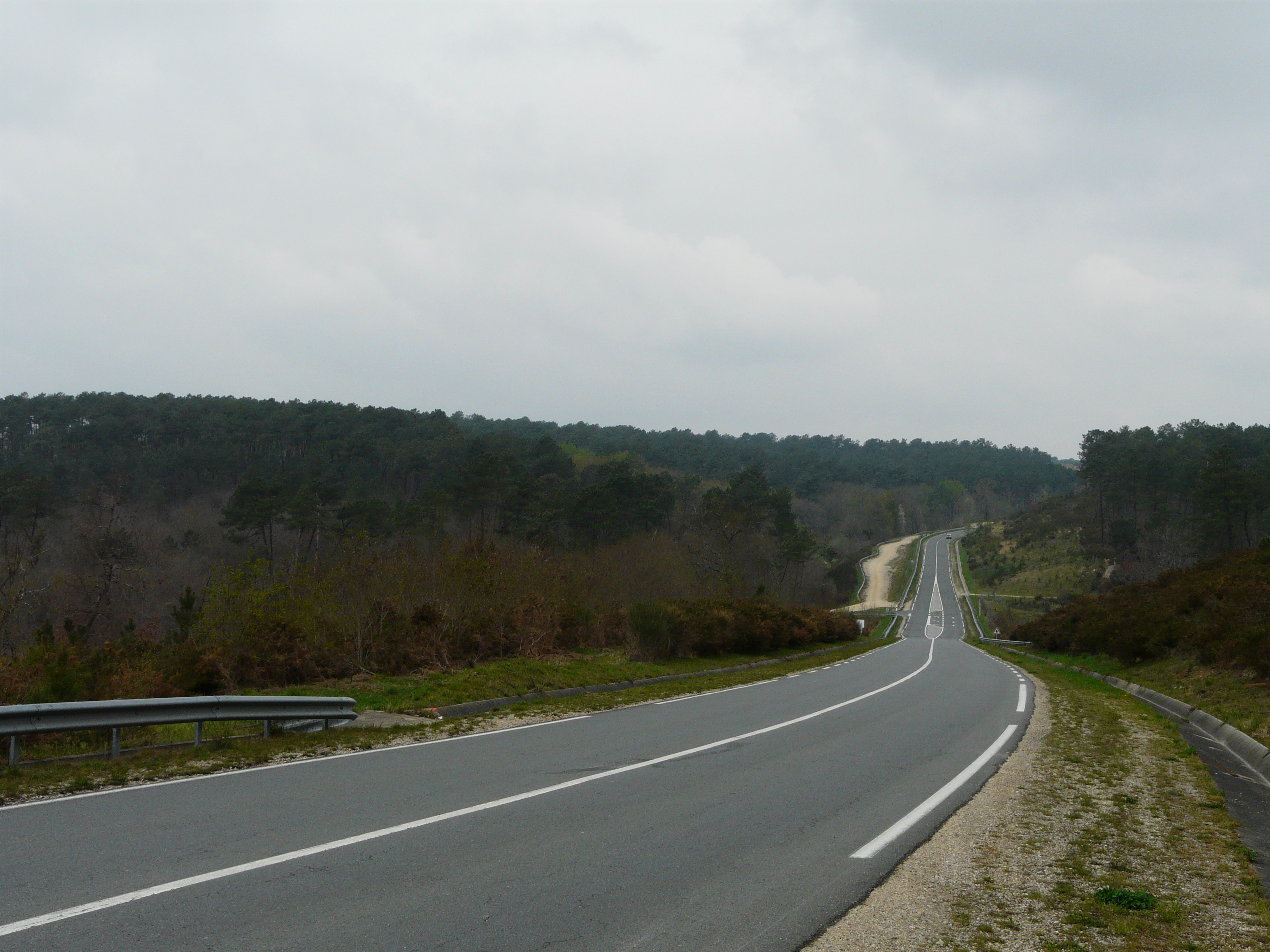
La RD 709 dans la forêt du Landais, sur la commune des Lèches, en Dordogne.
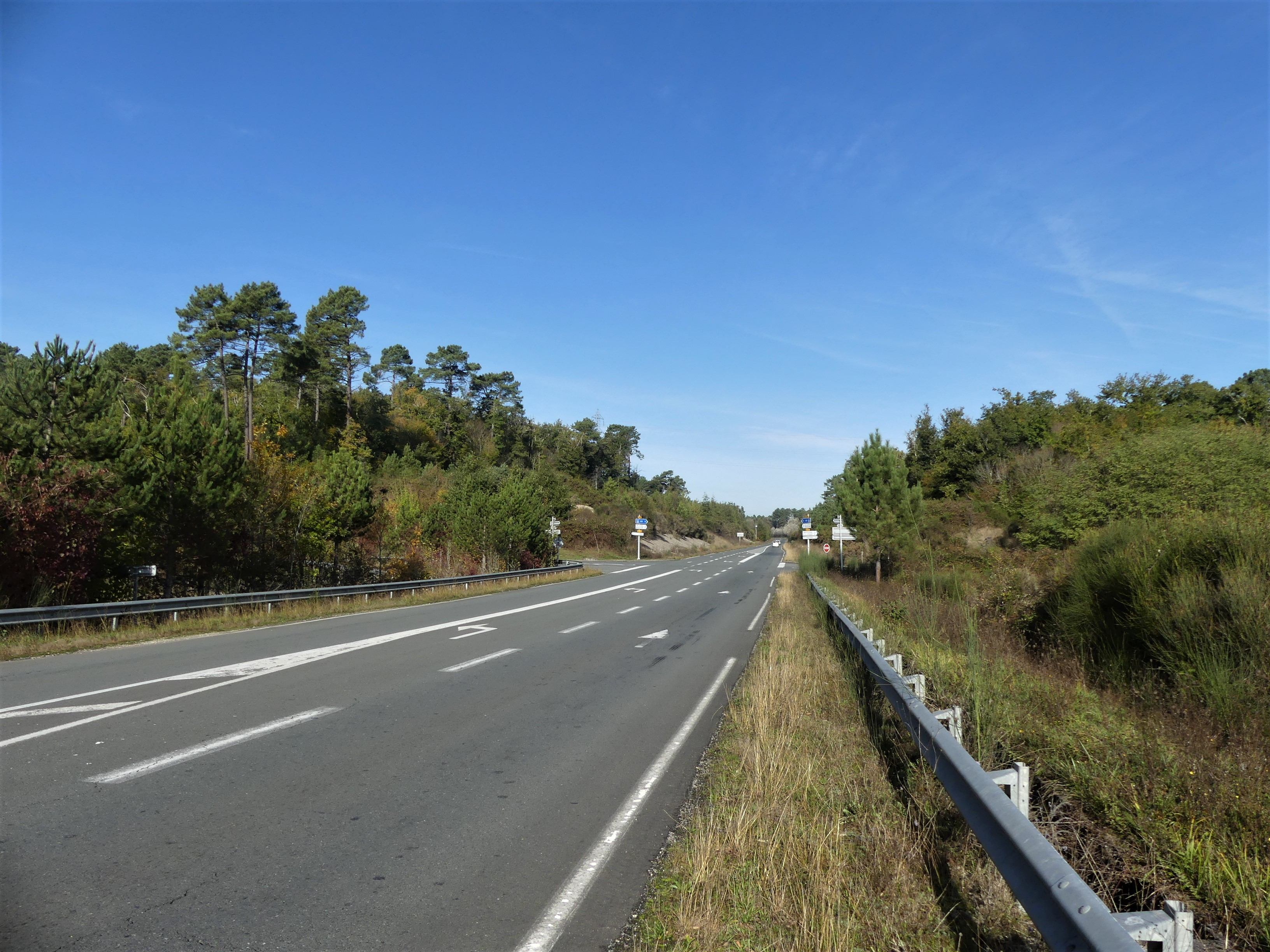
Sur la commune de Laveyssière, en Dordogne.